# 艺风音乐
艺风音乐（英語：IF Music），全名為“上海艺风音乐文化传播有限公司”，成立于2000年，2005年关闭。
原中国国营音乐机构中国唱片上海公司负责人杨圣良担任总经理。时任环球唱片泛亚太主席的郑东汉试图代领环球唱片进入中国音乐市场，但限于中国加入世贸组织之前，有关海外唱片公司不得直接在中国从事音像出版及发行(加入世贸组织后，也只能从事零售及分销)的规定，环球唱片只能另辟蹊径，于是，“艺风音乐”成为环球唱片在中国的代理机构。
“艺风音乐”初创不久与中国摇滚艺人许巍签下了唱片及经纪合约。
2002年末，郑东汉在环球唱片的合约期满，受聘成为EMI(百代)中国区合伙人，“艺风音乐”也随郑东汉成为EMI在中国的子公司及代理机构，许巍等艺人也随之归到EMI旗下。为了配合中国政府对唱片分销体系的限制，他们又创办了上海步升音乐文化传播有限公司(后更名为“步升音乐”，英文名Push Sound Music)。
2005年，“艺风音乐”并入“步升音乐”，成立“步升大风”。
2008年8月，被郑东汉持有的香港“金牌娱乐”收购，並正式改名為金牌大風。
《新京报》称“艺风音乐”先后为环球和EMI进入中国投石问路，但并未真正吃透地域差异，实际上“玩不转中國市场”。